# Florian Gomoliński
Florian Gomoliński herbu Jelita (zm. w 1602 roku) – podkomorzy sieradzki w latach 1586–1602.
W czasie elekcji 1587 roku głosował najpierw na Piasta, potem na Zygmunta Wazę. W 1587 roku podpisał reces, sankcjonujący wybór Zygmunta III Wazy. Poseł na sejm koronacyjny 1587/1588 roku z województwa sieradzkiego. 